# Amyzon (pesce)
L'amizon (gen. Amyzon) è un pesce osseo estinto, appartenente ai cipriniformi. Visse tra l'Eocene inferiore e l'Oligocene inferiore (circa 53 - 33 milioni di anni fa) e i suoi resti fossili sono stati ritrovati in Nordamerica.

## Descrizione
Questo pesce, di medie dimensioni, era lungo solitamente 20 - 30 centimetri; il corpo era piuttosto robusto e simile a quello di una carpa. La testa era larga e corta. La pinna dorsale era alta nella parte iniziale, per poi diminuire in altezza man mano che ci si avvicinava alla coda. Le pinne pettorali erano leggermente arrotondate, così come le pinne ventrali. La pinna anale era leggermente più ampia. La pinna caudale, infine, era grande e moderatamente bilobata.

## Classificazione
Amyzon è un rappresentante dei catostomidi, un gruppo di pesci cipriniformi noti in America come suckers, attualmente molto diffusi sia in America che in Asia.

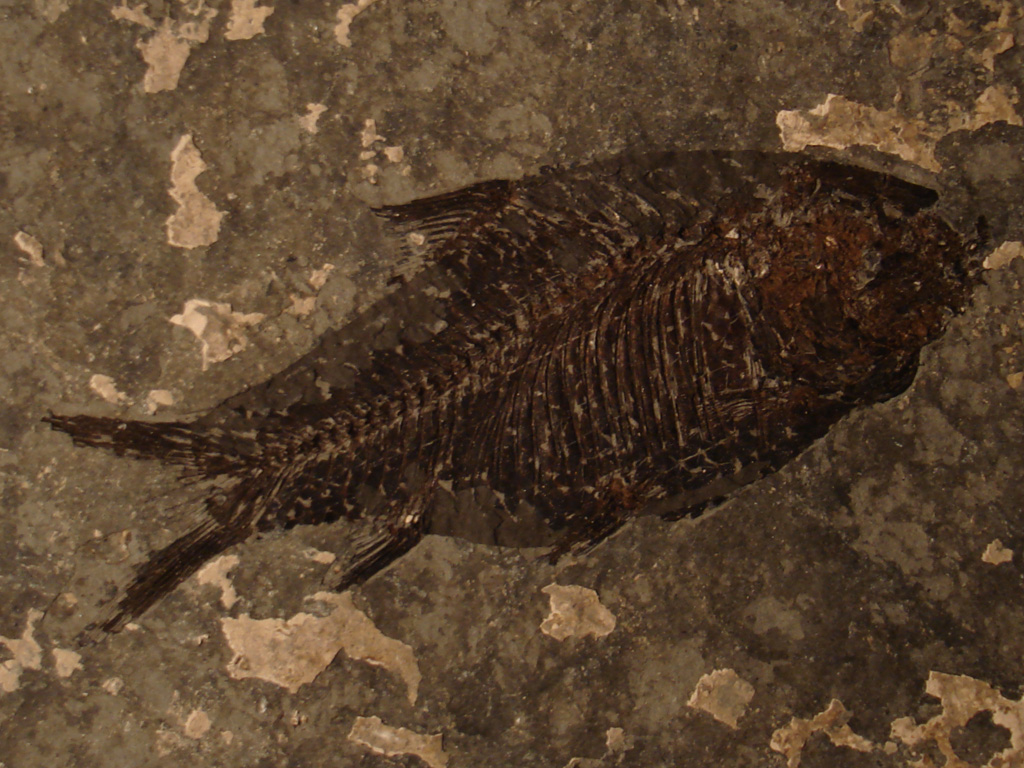
Fossile di Jianghanichthys (=? Amyzon) hunanensis

Il genere Amyzon venne descritto per la prima volta da Edward Drinker Cope nel 1872, sulla base di fossili risalenti all'Oligocene inferiore e rinvenuti in Nevada: la specie tipo è Amyzon mentale. Al genere Amyzon sono state poi ascritte numerose altre specie, provenienti da vari giacimenti dell'Eocene del Nordamerica: A. aggregatum dell'Eocene inferiore della Columbia Britannica, A. commune dell'Eocene superiore di Florissant (Colorado), A. gosiutensis dell'Eocene inferiore di Green River (Wyoming), A. kishenehnicum dell'Eocene superiore del Montana.
Al genere Amyzon sono state a volte attribuite anche le specie asiatiche del genere Jianghanichthys (J. hunanensis, J. hubeiensis) del Paleocene della Cina; tuttavia, la forma del corpo e delle pinne dorsali e caudali differisce da quella dei membri del genere Amyzon, e Jianghanichthys potrebbe essere a tutti gli effetti un genere a sé stante.
Al genere Amyzon è stata ascritta in passato anche la specie A. brevipinne della Columbia Britannica, attualmente considerata un genere a sé stante (Wilsonium).

## Paleobiologia

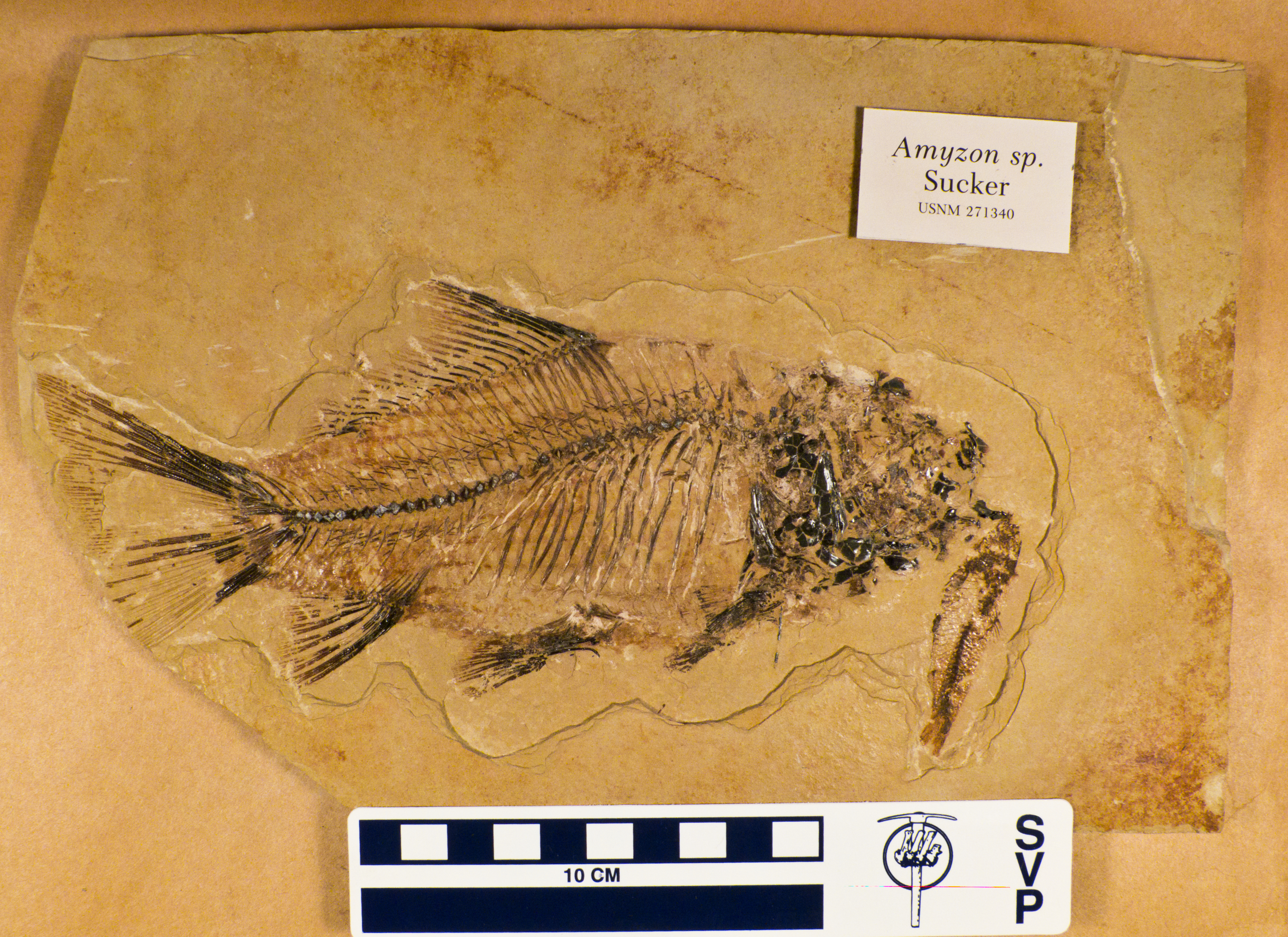
Fossile di Amizon gosiutensis

Probabilmente Amyzon si nutriva di piante acquatiche e di piccoli animali invertebrati; era un pesce che viveva esclusivamente in acque dolci.